# Ezzo da Lotaríngia
Ezzo da Lotaríngia (c. 955 - 21 de março de 1034) por vezes também denominado como Ezzo de Erenfried foi Conde Palatino da Lotaríngia. 

## Biografia
A sua origem encontra-se na dinastia da Casa de  Ezzonen. A sua proximidade á casa real poe-no como cunhado do imperador Otão III, sendo pai da rainha Richiza da Suábia também denominada Richeza da Polónia ou ainda Richeza de Lotaríngia, casada com o rei Miecislau II da Polónia. Alem desta filha, teve outros filhos nas linhagens reais da idade média. Foi ums das figuras mais importantes da História do Reno do seu tempo.

## Relações familiares
Foi filho de Hermano I da Lotaríngia (? - 996) e de Heylwig de Dillingen. Casou com Matilde da Alemanha (979 - 1025), filha do imperador Otão II e de Teofânia Escleraina, filha de Constantino Esclero e de Sofia Focaina, de quem teve:
1. Ludolfo de Waldenburg (c. 1000 - 10 abril de 1031), Conde de Zutphen, herdeiro do senhorio de Waldenburg e casado com Matilde de Zütphen.
2. Otão II da Suábia (? - 1047), Conde Palatino da Lotaríngia e mais tarde duque de Suábia como Otto II, casado com N de Egisheim.
3. Hermano II de Colónia (995 - 11 de fevereiro de 1056), Arcebispo de Colónia.
4. Teófano (? - 1056), abadessa de Essen e Gerresheim.
5. Richiza da Suábia (c. 1000 - 21 de março de 1063), Rainha da Polónia, casada com o rei Miecislau II da Polónia[1].
6. Adelaide da Suábia (? - c. 1030), foi casada com Frederico de Goseck e mais tarde abadessa de Nivelles (Nijvel).
7. Heylwig, abadessa de Neuss.
8. Matilde da Lotaríngia, abadessa de Dietkirchen e Villich.
9. Sofia da Lotaríngia, abadessa de Santa Maria [desambiguação necessária], Mogúncia.
10. Ida da Lotaríngia (? - c. 1060), abadessa de Colónia e Abadia de Gandersheim (fundada em 852 por seu antepassado Liudolfo, duque da Saxónia).

Após a morte de sua esposa, Ezzo teve outro filho chamado Henrique (1055 - 1093), que foi abade de Gorze, com uma concubina.
Os dois primeiros filhos, foram assim destinadas a perpetuar a dinastia enquanto o terceiro, Hermano, foram preparados para entrar no clero. Das filhas só Richeza teve um casamento com destaque, dado que as outras foram colocadas em mosteiros, tendo em todos eles sido abadessas.